# لشکر ۷۹ پیاده (ایالات متحده آمریکا)
لشکر ۷۹ پیاده (انگلیسی: 79th Infantry Division) لشکر پیاده‌نظام نیروی زمینی ایالات متحده آمریکا و تحت امر ذخیره نیروی زمینی ایالات متحده آمریکا است، که در سال ۱۹۱۷ تأسیس شد.
یک واحد پیاده نظام از نیروی ذخیره ارتش ایالات متحده در جنگ جهانی اول و جنگ جهانی دوم بود.
از سال ۲۰۰۹، این واحد به عنوان فرماندهی ۷۹ پشتیبانی صحنه نبرد فعال بوده است.